# Leonardo Ramos
Leonardo Alfredo Ramos Giró (Montevidéu, 11 de setembro de 1969) é um treinador e ex-futebolista uruguaio.Atualmente é técnico do Al-Ettifaq.
Defendeu a Seleção Uruguaia entre 1991 e 2000, tendo disputado um Copa América.
Por clubes, atuou por Vélez Sársfield, Estudiantes de La Plata, River Plate, Colo-Colo e Peñarol.

## Títulos

### Como jogador
Progresso
- Campeonato Uruguaio: 1989

Vélez Sársfield
- Campeonato Argentino: 1993 (Clausura)

Estudiantes
- Primera B Nacional: 1994–95

River Plate
- Campeonato Argentino: 1999 (Apertura), 2000 (Clausura)

Independiente Rivadavia
- Torneo Argentino A: 2007

### Como treinador
Danubio
- Campeonato Uruguaio: 2013–14

Peñarol
- Campeonato Uruguaio: 2017
- Supercopa Uruguaya: 2018

## Ligações Externas
- Estatísticas no NationalFootball